# 前327年
| 千纪： | 前1千纪 |
| 世纪： | 前5世纪 \| 前4世纪 \| 前3世纪 |
| 年代： | 前350年代 \| 前340年代 \| 前330年代 \| 前320年代 \| 前310年代 \| 前300年代 \| 前290年代                                                                                |
| 年份： | 前332年 \| 前331年 \| 前330年 \| 前329年 \| 前328年 \| 前327年 \| 前326年 \| 前325年 \| 前324年 \| 前323年 \| 前322年                                                  |
| 纪年： | 周顯王四十二年 魯景公十七年 齊威王三十年 趙肅侯二十三年 魏惠王後八年 韓宣惠王六年 秦惠文君十一年 楚懷王二年 宋康王二年 衛嗣君八年 燕易王六年 越王無彊十六年 中山王元年 |

## 大事记
- 秦国在義渠设縣。
- 秦国将焦、曲沃歸还给魏国。
- 亚历山大大帝跨越兴都库什山，入侵北印度。

## 出生
- 帝须·目犍连子（Tissa Moggaliputta），生于华氏城，印度佛教高僧。